# Macbeth (Richard Strauss)
Pour les articles homonymes, voir Macbeth.
Macbeth op. 23 est le premier poème symphonique de Richard Strauss, composé en 1887-1888. Il est créé le 13 octobre 1890 à Weimar.
Il a été écrit après que le musicien eut assisté à une représentation de la pièce de William Shakespeare. La partition fut révisée et terminée deux ans plus tard et son final modifié sur les conseils du chef d'orchestre Hans von Bülow. Ceci explique que son numéro d'opus soit supérieur à celui de son Don Juan qui porte le numéro 20.

## Analyse de l'œuvre
Le thème de Macbeth, fougueux et tragique, ouvre la partition avec la trompette basse sur un tempo allegro un poco maestoso puis vient le deuxième thème celui de Lady Macbeth en la majeur; Épisode du dialogue sur le projet régicide sur un sempre piu furioso, suivie de la décision du meurtre en presto, les obsessions hallucinées de Macbeth dans un moderato maestoso, la réexposition déformée du thème de Macbeth suggère sa folie, le meurtre s'accomplit sur un furioso, avant de conclure sur un poco allargando e molto tranquillo.

## Instrumentation
- un piccolo, deux flûtes, deux hautbois, un cor anglais, deux clarinettes, une clarinette basse, deux bassons, un contrebasson, quatre cors, quatre trompettes, trois trombones,un tuba basse, trois timbales, batterie, cordes.

## Référence
- [PDF] Destins croisés : Du rapport entre musique et littérature dans les œuvres symphoniques de Gustav Mahler et Richard Strauss, Mathieu Schneider